# Uromyces decoratus
Uromyces decoratus är en svampart som beskrevs av Syd. & P. Syd. 1907. Uromyces decoratus ingår i släktet Uromyces och familjen Pucciniaceae.   Inga underarter finns listade i Catalogue of Life.